# Chanhassen
Chanhassen ist eine Stadt (mit dem Status „City“) im Carver County und zu einem kleineren Teil im Hennepin County im US-amerikanischen Bundesstaat Minnesota. Das U.S. Census Bureau hat bei der Volkszählung 2020 eine Einwohnerzahl von 25.947 ermittelt.
Chanhassen ist Bestandteil der Metropolregion Minneapolis–Saint Paul.

## Geografie
Chanhassen liegt im südwestlichen Vorortbereich von Minneapolis am Nordufer des Minnesota River auf 44°51′44″ nördlicher Breite und 93°31′51″ westlicher Länge. Die Stadt erstreckt sich über 59,26 km², die sich auf 52,94 km² Land- und 6,32 km² Wasserfläche verteilen.
Benachbarte Orte von Chanhassen sind Shorewood (an der nördlichen Stadtgrenze), Minnetonka (10,1 km nordöstlich), Eden Prairie (an der östlichen Stadtgrenze), Shakopee (an der südlichen Stadtgrenze jenseits des Minnesota River), Chaska (an der südwestlichen Stadtgrenze) und Victoria (an der westlichen Stadtgrenze).
Das Stadtzentrum von Minneapolis liegt 32,8 km nordöstlich; das Zentrum von Saint Paul, der Hauptstadt von Minnesota, befindet sich 44,3 km ostnordöstlich.

## Verkehr
Der vierspurig ausgebaute U.S. Highway 212 führt als südwestliche Ausfallstraße durch die südöstlichen Stadtteile von Chanhassen. Durch das Stadtzentrum verläuft die Minnesota State Route 5, die von den südlichen Vororten von Minneapolis und Saint Paul nach Westen führt. Bei allen weiteren Straßen handelt es sich um untergeordnete Fahrwege sowie innerörtliche Verbindungsstraßen.
Durch Chanhassen verläuft die Hauptlinie der 1991 gegründeten Twin Cities and Western Railroad, die von Minneapolis nach Westen führt.
Der nächstgelegene Flughafen ist der 11,7 km südöstlich gelegene Flying Cloud Airport, der größere und modernere Minneapolis-Saint Paul International Airport befindet sich 30,3 km östlich von Chanhassen.

## Geschichte
Das Wort Chanhassen stammt aus der Sprache der Dakota und bedeutet Zuckerahornbaum.
Die ersten weißen Siedler waren deutsche Einwanderer, die in den 1850er Jahren in die Gegend kamen und sich als Farmer auf dem heutigen Stadtgebiet niederließen. Durch den Bau der Eisenbahn kamen weitere Siedler in die Gegend. 1896 wurde der Siedlung der offizielle Status „Village“ verliehen.
Das Wachstum des Ortes nahm aber erst in den 1960er Jahren in rasantem Tempo zu, als sich Chanhassen von einer ländlichen Siedlung zu einem wohlhabenden Vorort von Minneapolis entwickelte. 1967 wurde dann die Gemeinde Chanhassen mit der sie umgebenden Township zur City of Chanhassen vereinigt.
Im Jahr 2009 lag laut CNNmoney.com Chanhassen auf Rang zwei der beliebtesten kleinstädtischen Wohnorte.

## Demografische Daten
Nach der Volkszählung im Jahr 2010 lebten in Chanhassen 22.952 Menschen in 8352 Haushalten. Die Bevölkerungsdichte betrug 433,5 Einwohner pro Quadratkilometer. In den 8352 Haushalten lebten statistisch je 2,75 Personen.
Ethnisch betrachtet setzte sich die Bevölkerung zusammen aus 92,5 Prozent Weißen, 1,1 Prozent Afroamerikanern, 0,1 Prozent amerikanischen Ureinwohnern, 3,9 Prozent Asiaten sowie 0,9 Prozent aus anderen ethnischen Gruppen; 1,5 Prozent stammten von zwei oder mehr Ethnien ab. Unabhängig von der ethnischen Zugehörigkeit waren 2,3 Prozent der Bevölkerung spanischer oder lateinamerikanischer Abstammung.
30,2 Prozent der Bevölkerung waren unter 18 Jahre alt, 62,1 Prozent waren zwischen 18 und 64 und 7,7 Prozent waren 65 Jahre oder älter. 50,9 Prozent der Bevölkerung war weiblich.

Das mittlere jährliche Einkommen eines Haushalts lag bei 102.700 USD. Das Pro-Kopf-Einkommen betrug 46.067 USD. 2,8 Prozent der Einwohner lebten unterhalb der Armutsgrenze.